# Zacierki
Zacierki (kluski siekane, kluski tarte, zacierka skubana) – drobne, dosyć twarde kluski, uformowane przez pocieranie ciasta w dłoniach lub  poprzez starcie go na tarce o dużych otworach.
„Zacierką” nazywa się też zupę z takimi kluskami.

## Kuchnia polska

### Historia
Nie wiadomo, kiedy zacierki pojawiły się w polskiej kuchni. Były spożywane już w XIX wieku, o czym świadczą ówczesne książki kucharskie, np. wydana w Grudziądzu – niemiecka Martha: eine zuverlässige Rathgeberin in der Kochkunst und in den meisten anderen Zweigen der Hauswirthschaft, gdzie pojawiają się jako „Polnische Satschierkien”, czyli polskie zacierki z mąki żytniej. Przepis pojawia się również w poradniku Lucyny Ćwierczakiewiczowej 365 obiadów za pięć złotych, którego pierwsze wydanie ukazało się w 1860.

Zwyczajne zacierki zagniatają się jajkami z wodą, i tak twardo zagniecione ciasto, rwie się w drobne kawałki lub sieka tasakiem i rzuca na wodę lub mléko; w pierwszym razie krasi się masłém lub słoniną

### Potrawy regionalne z zacierkami
Na polskiej liście produktów tradycyjnych znajduje się m.in. znana już w XIX wieku „zacierka zagłębiowska” z okolic Sławkowa w powiecie olkuskim. Produkt ten został wpisany na listę 22 sierpnia 2006 w kategorii „gotowe dania i potrawy w województwie śląskim”.
Na Kujawach jadano zacierkę kraszoną. Przepis zamieszczono w książce Doroty Kalinowskiej Gzik, żur i prażucha. Tradycje kuchni kujawskiej. „(…) z mąki, jajka i odrobiny wody zarobić twarde ciasto. W międzyczasie zagotować wodę z ziemniakami krojonymi w kostkę. Gdy ziemniaki są już miękkie, wrzucać na wrzątek małe, rwane palcami kuleczki z ciasta tzw. zacierki. Po zagotowaniu okrasić przesmażoną słoninką z cebulką”.

## Inne kultury
Rodzaj zacierek w kuchni karaimskiej jako umacz – świeże ciasto ścierane na tarce o grubych oczkach lub odrywane ręką – podawane w dni powszednie. W Chinach, podczas Nowego Roku Księżycowego, zacierki symbolizują szczęście.